# Bertrand Cardis
Bertrand Cardis, né le 12 août 1956 en Suisse, est un chef d'entreprise et sportif suisse.

## Biographie
Attiré depuis son jeune âge par la voile, il participe en 1981 à la Whitbread avec Pierre Fehlmann tout en passant son diplôme d'ingénieur mécanicien à l'École polytechnique fédérale de Lausanne, puis est qualifié pour les Jeux olympiques d'été de 1984 avec Rainer Fröhlich dans la classe Flying Dutchman et termine à la 13e place. 
De retour en Suisse en 1984, il fonde l'entreprise Décision SA au sein de laquelle il travaillera en particulier avec Ernesto Bertarelli pour créer le voilier Alinghi et Bertrand Piccard dans le projet Solar Impulse.
En janvier 2009, le Conseil d'État vaudois lui remet, en compagnie de Frédy Girardet et Philippe Rochat, le « Mérite cantonal vaudois ».